# Viktor Efremovski
Viktor Efremovski (in macedone Виктор Ефремовски?; Gostivar, 21 ottobre 1998) è un cestista macedone.

## Palmarès
- Campionato macedone: 1

Rabotnički Skopje: 2017-18
- Coppa di Macedonia: 1

Rabotnički Skopje: 2019